# Eliza Johnson

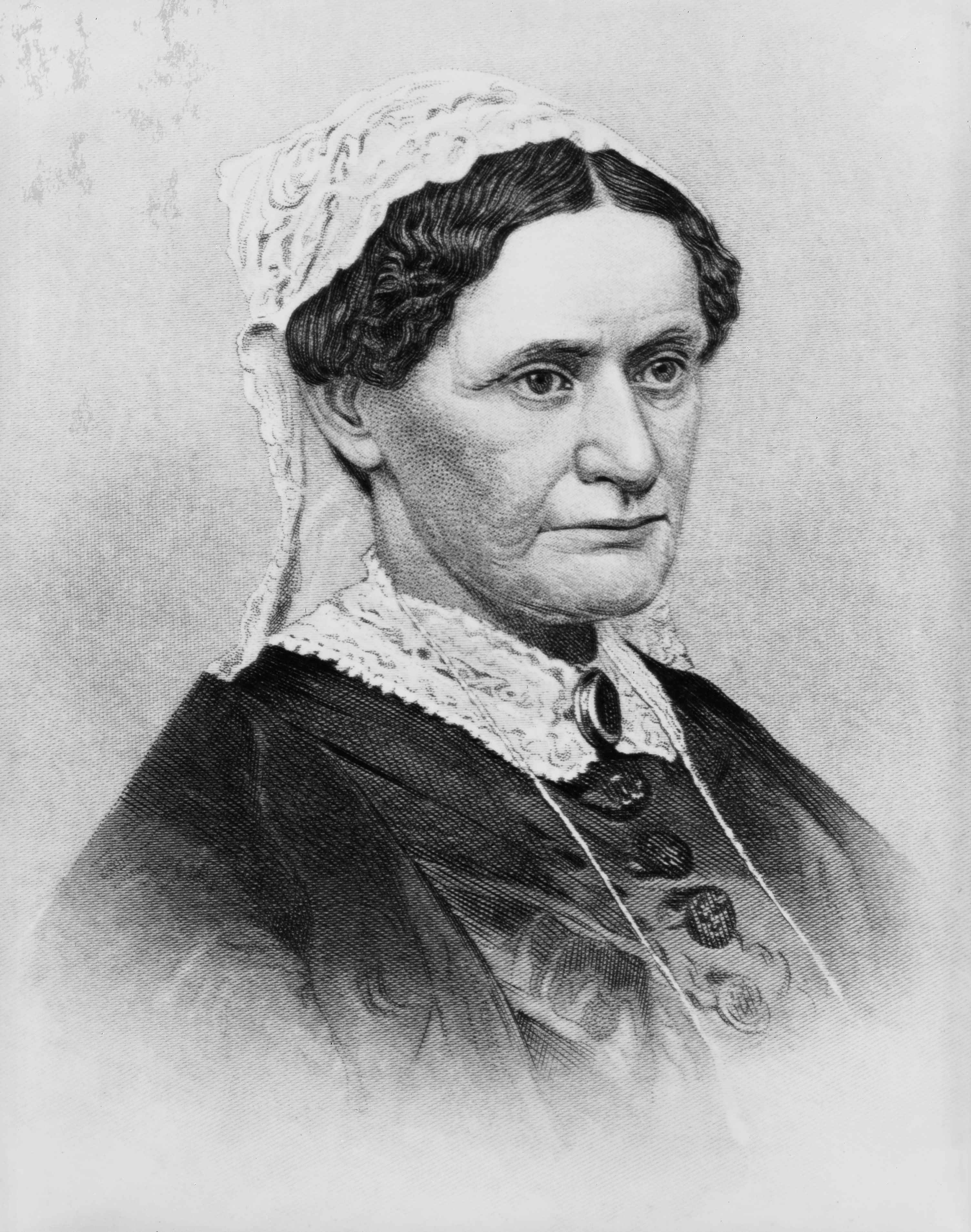
Eliza Johnson

Eliza McCardle Johnson (* 4. Oktober 1810 in Greeneville, Tennessee; † 15. Januar 1876 in Greene County) war die Ehefrau des 17. US-Präsidenten Andrew Johnson und die First Lady der Vereinigten Staaten von 1865 bis 1869.

## Leben
Eliza McCardle kam im Oktober 1810 als Tochter eines Schumachers und zeitweiligen Gastwirts zur Welt. Für die damalige Zeit erhielt sie eine für Frauen überdurchschnittliche Schulbildung an der Rhea Academy, einer lokalen Mädchenschule. Die genaue Dauer ihres Schulbesuchs ist nicht bekannt, wahrscheinlich entsprach ihr dort erworbener Bildungsstand dem der achten Klasse. Nach dem Tod des Vaters half McCardle ihrer Mutter bei der Tuchproduktion und beim Verkauf von Steppdecken, um die Familie über Wasser zu halten.
Im Alter von 15 Jahren lernte sie Andrew Johnson kennen, der zu dieser Zeit 17 war. McCardle und Johnson heirateten im folgenden Jahr am 5. Mai 1827 vor einem Friedensrichter. Sie ist damit von allen bisherigen First Ladies der Vereinigten Staaten die jüngste beim Eintritt in die Ehe. Im Laufe ihrer Ehe bekamen sie insgesamt fünf Kinder, vier davon in den ersten sieben Jahren nach der Hochzeit und einen letzten Sohn im Jahr 1852: Die beiden Töchter Martha und Mary, sowie die drei Söhne Charles, Andrew und Robert.